# Вехмаа
Ве́хмаа (фин. Vehmaa швед. Vemo) — город в провинции Исконная Финляндия в губернии Западная Финляндия.

## История
Город расположен на старом Почтовом тракте.
Традиционно в период рождественских праздников, фермеры из Вехмаа, поздравляя президента Финляндии в его резиденции Мянтюниеми, дарят главе государства рождественский свиной окорок.
Имеется единственный в Финляндии музей обработки камня.

## Промышленность
В Вехмаа располагается один из заводов АО «Калортек», входящих в группу компании АО «Текнинен Хитсаустюё ТКХ» производящих котлы, котёльные установки и прочие сосуды, работающие под давлением.

## Известные горожане
- Пертти Карппинен — прославленный финский гребец (академическая гребля), трёхкратный олимпийский чемпион в одиночках, двукратный чемпион мира.